# Hase-dera (Kamakura)
Hase-dera (Japans: 長谷寺, voluit 海光山慈照院長谷寺, Kaikō-zan Jishō-in Hase-dera) of Hase-kannon (Japans: 長谷観音) is een boeddhistische tempel in de Japanse stad Kamakura. Volgens de legende werd de tempel in de Tenpyoperiode (729-749) gesticht, al wijzen overgeleverde documenten eerder in de richting van de Kamakuraperiode (1185-1333). De tempel huisvest een groot houten standbeeld van Kannon en is een toeristische trekpleister. Behalve de tempel voor Kannon is er een grot gewijd aan Benzaiten, staan er honderden Jizō-beeldjes op het terrein en is er een mooie tuin.